# Femme Fatale (singel The Velvet Underground)
„Femme Fatale” – singel amerykańskiego zespołu rockowego The Velvet Underground. Pochodzi z ich debiutanckiego albumu studyjnego The Velvet Underground & Nico. Główną wokalistką na utworze jest Nico. Stroną A utworu jest „Sunday Morning”. Utwór został wyprodukowany przez artystę Andy’ego Warhola.